# Добаи, Штефан
Штефан (Иштван) Добаи (рум. Ștefan Dobay, венг. Dobay István; 26 сентября 1909, Уйсентеш, Австро-Венгрия — 7 апреля 1994, Тыргу-Муреш, Румыния) — румынский футболист и футбольный тренер венгерского происхождения, игравший на позиции нападающего. Носил прозвище «конь» (рум. calul).
В его честь назван стадион в родном городе.

## Достижения

### Как игрок в клубах
- Чемпион Румынии: 1932/1933, 1934/1935, 1935/1936, 1937/1938
- Победитель Кубка Румынии: 1933/1934, 1935/1936
- Лучший бомбардир чемпионатов Румынии: 1932/1933, 1934/1935, 1936/1937

### Как игрок в сборной
- Участник чемпионатов мира: 1934, 1938
- Победитель Балканского кубка: 1933

### Как тренер
- Чемпион Румынии: 1955/1956
- Победитель Кубка Румынии: 1954/1955